# Thunderbolts*
Thunderbolts* es una película de superhéroes estadounidense de 2025, basada en el equipo homónimo de Marvel Comics. Producida por Marvel Studios y distribuida por Walt Disney Studios Motion Pictures, esta es la película número 36 del Universo cinematográfico de Marvel (UCM). La película está dirigida por Jake Schreier a partir de un guion de Eric Pearson, Lee Sung Jin y Joanna Calo, y está protagonizada por un reparto coral integrado por Florence Pugh, Sebastian Stan, Wyatt Russell, David Harbour, Hannah John-Kamen, Lewis Pullman, Olga Kurylenko, Geraldine Viswanathan y Julia Louis-Dreyfus. En la película, un grupo de antihéroes quedan atrapados en una trampa mortal y se ven obligados a trabajar juntos en una misión peligrosa.
Marvel Studios comenzó a especular sobre la incorporación de los Thunderbolts en el UCM en 2021. Se reveló que la película estaba en desarrollo en junio de 2022, cuando Schreier y Pearson se unieron al proyecto. Los miembros principales del reparto se revelaron en septiembre, seguido de un casting adicional hasta principios de 2023. Lee se unió para reescribir el guion de la película en marzo de 2023, uno de los varios creativos que regresaron a trabajar con Schreier de la serie de Netflix, Bronca (2023–presente). La producción se retrasó debido a los conflictos laborales en Hollywood de 2023, provocando algunos cambios en el reparto a principios de 2024. Calo se unió en ese momento para realizar más reescrituras. El rodaje se llevó a cabo de febrero a junio de 2024 en Trilith Studios y Atlanta Metro Studios en Atlanta, Georgia, y también en locaciones de Utah, Kuala Lumpur y Nueva York.
Thunderbolts* tuvo su estreno mundial el 22 de abril de 2025, en el Empire Leicester Square en Londres, Inglaterra, y se estrenó en Estados Unidos el 2 de mayo, como la última película de la Fase Cinco del UCM. El final de la película revela que el equipo Thunderbolts cambia de nombre a «los Nuevos Vengadores», y los créditos finales revelan el título alternativo, *The New Avengers; tras el fin de semana de estreno, Marvel Studios comenzó a promocionar la película con ese título. Thunderbolts* recibió críticas generalmente positivas y recaudó 382.4 millones de dólares.

## Argumento
En Malasia, Yelena Belova destruye un laboratorio por encargo de la directora de la CIA, Valentina Allegra de Fontaine, para ocultar su implicación en el proyecto sobrehumano "Sentry" del Grupo O.X.E.
Como de Fontaine se enfrenta a una inminente destitución por su trabajo con el Grupo O.X.E., envía por separado a Yelena, John Walker, Ava Starr y Antonia Dreykov a una instalación encubierta de O.X.E. bajo el pretexto de una misión. Una vez allí, los agentes se enfrentan entre sí en un enfrentamiento mortal en el que Ava termina matando a Antonia antes de que descubran inesperadamente a un misterioso hombre llamado Bob Reynolds. Al enterarse de que fueron enviados por de Fontaine para ser incinerados junto con cualquier prueba de su mala conducta, los agentes consiguen escapar de la trampa.
De Fontaine se entera de que el grupo sobrevivió, incluido Bob, al que habían dado por muerto durante las pruebas de "Sentry". Cuando llega al lugar, Bob crea una distracción atrayendo al fuego enemigo, lo que le permite escapar a Yelena, Walker y Ava, con Bob no sufriendo heridas a pesar de los disparos. Bob se eleva por los aires sin control antes de desmayarse y aterrizar de nuevo en el complejo, donde es capturado y trasladado a la antigua Torre de los Vengadores de Nueva York, ahora rebautizada como la «Torre Vigía». De Fontaine pretende presentar a Bob ante la prensa como un protector superpoderoso similar a los Vengadores, con la esperanza de que el truco de relaciones públicas evite su destitución. Mientras tanto, Alexei Shostakov, quien había oído detalles del complot de de Fontaine mientras trabajaba como chófer autónomo, rescata a Yelena, Walker y Ava. Inspirado en el equipo de fútbol de la infancia de Yelena, Alexei se refiere al grupo como los "Thunderbolts".
Los Thunderbolts son perseguidos por los agentes de de Fontaine antes de ser detenidos por Bucky Barnes, quien pretende que ellos testifiquen en el proceso de destitución. Al enterarse de que Bob fue objeto de uno de los experimentos secretos de de Fontaine, Barnes une fuerzas con el grupo para dirigirse a Nueva York e infiltrarse en la Torre Vigía. Ahí, los Thunderbolts descubren que de Fontaine ha convertido a Bob en un superhombre inmensamente poderoso conocido como Sentry, quien domina fácilmente al equipo y los obliga a retirarse. Cuando Sentry desarrolla un delirio de superioridad semejante al de un dios, se vuelve en contra de de Fontaine. Sin embargo, su asistente, Mel Gold, lo incapacita con su interruptor de emergencia. Esto desencadena la aparición del alter ego destructivo de Sentry, el Vacío, quien comienza a envolver a la ciudadanía de Nueva York en una oscuridad sobrenatural, atrapando a sus ciudadanos en dimensiones de bolsillo basadas en sus peores recuerdos.
Al darse cuenta de que la única forma de detener al Vacío es desde dentro, Yelena se adentra en la oscuridad para alcanzar a la conciencia de Bob. Allí, se enfrenta a su atormentado pasado como una Viuda Negra y encuentra a Bob escondido en una recreación del dormitorio de su infancia, donde su padre lo maltrataba. Pronto se les unen los otros Thunderbolts y juntos viajan al recuerdo de la experimentación inicial de Bob en Malasia, donde se ofreció como voluntario para el procedimiento, con la esperanza de mejorar después de haberse convertido en un drogadicto sin rumbo. Los Thunderbolts se enfrentan al Vacío, pero son rápidamente dominados. Cuando la lucha amenaza con envolver por completo a Bob en la oscuridad, el equipo interviene reafirmando su fe en él. Su solidaridad le permite a Bob recuperar el control y vencer al Vacío, mientras la luz y la normalidad vuelven a la ciudad.
Una vez neutralizada la amenaza, los Thunderbolts se preparan para detener a de Fontaine. Sin embargo, ella manipula la percepción pública organizando una rueda de prensa en la que los rebautiza como los Nuevos Vengadores. Los Thunderbolts aceptan a regañadientes, pero secretamente Yelena amenaza a de Fontaine con matarla si vuelve a traicionarlos de nuevo. 
En una escena a mitad de créditos, Alexei promociona en un supermercado una caja de cereales Wheaties con la imagen de los Nuevos Vengadores. En una escena poscréditos, ambientada catorce meses después, los Nuevos Vengadores y Bob discuten sobre la intención del Capitán América de demandarlos por violación de copyright por el nombre del equipo y sobre un problema que está aconteciendo en el espacio exterior. Sin embargo, son interrumpidos cuando reciben una señal de una nave interdimensional con el gran emblema del número 4. Finalmente, aparece por escrito la frase: los Nuevos Vengadores y Bob regresarán.

## Reparto
- Florence Pugh como Yelena Belova / Viuda Negra: 
Una miembro de los Thunderbolts que fue entrenada en la Habitación Roja como una asesina miembro de las Viudas Negras.[7] Pugh mencionó que el personaje se vio afectado por los eventos traumáticos de los últimos proyectos del Universo cinematográfico de Marvel (UCM), incluida la muerte de su hermana adoptiva, Natasha Romanoff / Viuda Negra, en la película Avengers: Endgame (2019).[8] El coguionista Eric Pearson explicó que, si bien se abordó la pérdida de Romanoff, ya no era necesario mirar al pasado para «impulsar el futuro» y darle a Belova un «gran papel de liderazgo en el futuro».[9] Pugh se sorprendió al descubrir que los Thunderbolts serían conocidos como los Nuevos Vengadores, y creía que la presencia de Belova en ese equipo «probablemente la mantendría con vida», dándole un propósito con una unidad familiar que dependería de ella y «le permitiría sentirse amada de nuevo».[10]
  - Violet McGraw retoma su papel como Yelena de niña de la película Black Widow (2021).[11]
- Sebastian Stan como Bucky Barnes / Soldado del Invierno:
Un supersoldado mejorado con un brazo cibernético que es el líder de facto de los Thunderbolts.[7][12] Se creía que Bucky murió en acción durante la Segunda Guerra Mundial, sin embargo, resurgió en la actualidad como un asesino con el cerebro lavado antes de que le eliminaran la programación,[7] y desde entonces ha sido elegido miembro del Congreso de los Estados Unidos.[13] Pearson mencionó que Barnes fue escrito originalmente para ser «una especie de cabildero [político]» que ayudaría a los políticos a «propagandizar», haciendo que pareciera que el personaje había caído en desgracia hasta que se revelara que estaba haciendo eso para investigar a de Fontaine. Después de que Pearson terminó su trabajo en la película, Feige sugirió que Barnes debería ser un congresista en su lugar.[14] Stan describió el papel de Barnes dentro de la película como similar al del personaje de Jack Nicholson, Randle McMurphy, en la película One Flew Over the Cuckoo's Nest (1975), comparando que ambos personajes se unen a un grupo caótico y degenerado cuyos miembros sin embargo necesitan estar unidos.[15]
- Julia Louis-Dreyfus como Valentina Allegra de Fontaine:
Una condesa y directora de la Agencia Central de Inteligencia (CIA),[7][16] que reúne a los miembros de los Thunderbolts.[17] La película establece a de Fontaine como quien compró la Torre de los Vengadores de Tony Stark, ahora conocida como «la Torre Vigía», en la película Spider-Man: Homecoming (2017).[18] Louis-Dreyfus describió a de Fontaine como alguien que «busca poder, control y, en general, quiere patear traseros en el Universo Marvel».[19] Añadió que la pérdida de poder fue su mayor debilidad, diciendo: «Ella no se da cuenta, primero, de que no lo tiene, y segundo, de que no necesariamente lo necesita. Pero para ella, la pérdida de poder es una noción devastadora e inaceptable». Louis-Dreyfus sintió que fue una «sorpresa muy feliz» explorar la historia de de Fontaine en la película, debido a que durante un encuentro con el Vacío, su personaje revive haber presenciado la muerte de su padre, lo que le permitió comprender sus orígenes. Louis-Dreyfus sintió que de Fontaine era una «herida abierta» en ese momento y que no podía tener control sobre ella.[20]
  - Chiara Stella aparece como Valentina de niña.[21]
- Lewis Pullman como Bob Reynolds / Sentry / El Vacío:
Un individuo con múltiples superpoderes, con trastorno de personalidad, mentalmente inestable, que sufre de amnesia y que se cree que es más fuerte que todos los Vengadores juntos.[22][23] Como el Vacío, una versión alternativa de Sentry completamente envuelta en sombras, es invencible, propaga la oscuridad y puede convertir a las personas en sombras enviándolas a dimensiones de bolsillo donde experimentan sus peores miedos y recuerdos.[23] El arco de la salud mental de Bob se basó en las experiencias de un amigo del director Jake Schreier.[24] Debido a que previamente interpretó al Teniente Bob Floyd en la película Top Gun: Maverick (2022), Pullman al firmar para el papel le preguntó a Schreier y a algunos de sus compañeros de reparto si se podía evitar nombrar al personaje como «Bob» para así evitar la repetición, pero Schreier le mencionó que no se podía porque se debía respetar el material original. Sin embargo, a Pullman finalmente no le importó y le empezó a gustar repetir el nombre hasta el punto de bromear mencionando que le gustaría interpretar a Bob el Constructor en una película de acción real.[25]
  - Clayton Cooper aparece como Bob de niño.[26]
- David Harbour como Alexei Shostakov / Guardián Rojo:
Un miembro de los Thunderbolts. Es un supersoldado ruso que es la contraparte comunista del Capitán América y la figura paterna de Belova.[7] Harbour comentó que la película explora más a fondo la compleja relación entre Shostakov y Belova que se presentó en Black Widow. También señaló que Belova no soporta a Shostakov, pero que necesita a alguien que la ayude a sentirse completa y que Shostakov es capaz de desempeñar ese papel.[27]
- Wyatt Russell como John Walker / U.S. Agent:
Un supersoldado mejorado y miembro de los Thunderbolts. Es un excapitán condecorado de los Rangers del Ejército de los Estados Unidos que fue elegido por el gobierno estadounidense para convertirse en el sucesor de Steve Rogers como el Capitán América antes de recibir una baja no honorable en la miniserie de Disney+, The Falcon and the Winter Soldier (2021).[7]
- Hannah John-Kamen como Ava Starr / Fantasma:
Una miembro de los Thunderbolts con una inestabilidad molecular que le permite ser intangible.[7] John-Kamen mencionó que la película muestra una faceta diferente del personaje luego de su introducción en la película Ant-Man and the Wasp (2018), con Starr ya no estando en un estado constante de desequilibrio molecular y en su lugar siendo capaz de controlar sus poderes con calma y decisión.[28]
- Olga Kurylenko como Antonia Dreykov / Taskmaster:
Una asesina con reflejos fotográficos que le permiten imitar los estilos de lucha de sus oponentes. Anteriormente, su padre, el General Dreykov, la controlaba para completar misiones para la Habitación Roja hasta que fue liberada por Romanoff en Black Widow.[7]
- Geraldine Viswanathan como Mel Gold:[29]
La asistente de Valentina Allegra de Fontaine.[30][31] Mel estaba en la secundaria cuando los Vengadores se reunieron por primera vez en la película The Avengers (2012). Viswanathan se relacionó con la lucha interna de Mel con su brújula moral, específicamente con «su optimismo al incorporarse al mercado laboral, cómo tu idealismo puede verse desafiado y cómo puede ser más difícil de lo que crees ser una fuerza del bien en el mundo».[32]
- Wendell Pierce como Gary: Un congresista que está decidido a destituir a de Fontaine.[33][34]
- Chris Bauer como Holt: Un agente de seguridad del Grupo O.X.E.[35]

Además, Alexa Swinton aparece como Anya, una miembro infantil de la Habitación Roja que fue amiga de Yelena. Eric Lange interpreta al Dr. Houston, un científico del Grupo O.X.E. involucrado en el «Proyecto Sentry». Stefano Carannante interpreta al padre de Valentina, mientras que Gianfranco Terrin interpreta a su asesino, Nico. Gabrielle Byndloss repite su papel como la esposa de John, Olivia Walker, de The Falcon and the Winter Soldier. Mallory Hoff interpreta a una reportera, repitiendo su rol de la película Spider-Man: No Way Home (2021). De igual forma, Regina Ting Chen también aparece como una reportera, rol que interpretó previamente en Spider-Man: No Way Home y The Falcon and the Winter Soldier. Adicionalmente, participan Robert Germar como el congresista Brown, y Joshua Mikel y Molly Carden como Robert Reynolds y Annie Reynolds, el padre abusivo y la madre drogadicta de Bob.

## Doblaje
| Personaje                                             | Actor original        | Actor de doblaje         | Actor de doblaje      |
| Personaje                                             | Actor original        | Hispanoamérica           | España                |
| ----------------------------------------------------- | --------------------- | ------------------------ | --------------------- |
| Yelena Belova / Viuda Negra                           | Florence Pugh         | Carla Castañeda Mendoza  | Nerea Alfonso         |
| Bucky Barnes / Soldado del Invierno                   | Sebastian Stan        | Luis Leonardo Suárez     | David Jenner          |
| Alexei Shostakov / Guardián Rojo                      | David Harbour         | Ricardo Tejedo           | Víctor Viedma         |
| John Walker / U.S. Agent                              | Wyatt Russell         | Arturo Cataño            | Ángel de Gracia       |
| Ava Starr / Fantasma                                  | Hannah John-Kamen     | Fernanda Robles Patiño   | Adelaida López        |
| Valentina Allegra de Fontaine                         | Julia Louis-Dreyfus   | Dulce Guerrero           | Margarita Ponce       |
| Bob Reynolds / Sentry / El Vacío (El Vigía en España) | Lewis Pullman         | Joaquín Augusto          | Roger Isasi-Isasmendi |
| Bob Reynolds / Sentry / El Vacío (El Vigía en España) | Clayton Cooper (niño) | Jorge Rafael (niño)      | Quim Solé (niño)      |
| Mel Gold                                              | Geraldine Viswanathan | Lourdes Arruti           | Marta Rodríguez Conte |
| Antonia Dreykov / Taskmaster (Supervisora en España)  | Olga Kurylenko        | Danann Huicochea         | Ariadna de Guzmán     |
| Congresista Gary                                      | Wendell Pierce        | Mario Arvizu             | Tommy Salau           |
| Holt                                                  | Chris Bauer           | Marco Viloria            | Xavi Fernández Ruiz   |
| Olivia Walker                                         | Gabrielle Byndloss    | María Vera               | Ingrid Carreras       |
| Annie Reynolds                                        | Molly Carden          | Berenice Esquivel        | Esther Cordero        |
| Robert Reynolds                                       | Joshua Mikel          | Ernesto Cronik Beatboxer | Pablo Gómez           |

## Producción

### Desarrollo
Durante la producción de la película del Universo cinematográfico de Marvel, Guardianes de la Galaxia (2014), el director James Gunn expresó interés en hacer una película basada en el equipo de Marvel Comics, los Thunderbolts, un grupo de "antihéroes y supercriminales". El presidente de Marvel Studios, Kevin Feige, comentó que esta era una posibilidad basada en el éxito de Guardianes de la Galaxia. En mayo de 2021, Gunn ya no estaba interesado en la idea después de dirigir El escuadrón suicida (2021), porque ese equipo de DC Comics es basado en un concepto similar al de los Thunderbolts. En junio de 2018, Hannah John-Kamen expresó entusiasmo por retomar su papel de Ava Starr / Fantasma de la película del UCM, Ant-Man and the Wasp (2018), en una película de los Thunderbolts considerando que la versión de Fantasma de los cómics es miembro del equipo.
La especulación de que un equipo de Thunderbolts sería presentado en el UCM comenzó a mediados de 2019 tras el anuncio de que Daniel Brühl aparecería como Helmut Zemo en la miniserie de Disney+, The Falcon and the Winter Soldier (2021), repitiendo su papel de la película Capitán América: Civil War (2016). Esta miniserie también presenta a Julia Louis-Dreyfus como Valentina Allegra de Fontaine, a quien se la muestra reclutando a John Walker / U.S. Agent, interpretado por Wyatt Russell. También se muestra que de Fontaine está trabajando con Yelena Belova, interpretada por Florence Pugh, en la escena poscréditos de la película Black Widow (2021). Los comentaristas especularon que de Fontaine estaba reclutando un equipo de villanos y/o antihéroes como los Thunderbolts, y algunos sintieron que ese equipo podría aparecer en The Falcon and the Winter Soldier. El productor ejecutivo, Nate Moore, mencionó que los Thunderbolts nunca fueron considerados para el proyecto porque «nublarían la historia» y quitarían otros aspectos de la miniserie. El escritor principal, Malcolm Spellman, sintió que había «mucha charla» sobre la posible introducción del equipo al UCM y declaró: «No sé si los fanáticos están locos o no».
Tras su trabajo en Black Widow, el guionista Eric Pearson trajo la idea de una película de los Thunderbolts a Marvel Studios, al darse cuenta de que Pugh tenía el potencial para protagonizar la película, dado que Belova era «una líder natural». Pearson mencionó que le atrajo la idea del potencial de la historia de Belova liderando a los Thunderbolts para enfrentarse a de Fontaine. Al centrar la historia en Belova, Pearson decidió incluir a su padre adoptivo, Alexei Shostakov / Guardián Rojo, en el equipo, y también incluyó a Fantasma porque quería escribir sobre el personaje. Bucky Barnes también fue añadido al equipo después de algunos borradores. La plantilla del equipo finalmente se convirtió en Belova, Shostakov, Fantasma, Barnes, Walker y Antonia Dreykov / Taskmaster, con el personaje de Bob Reynolds / Sentry añadido poco después; esta plantilla se mantuvo constante a través de los borradores posteriores. Para elegir a los miembros del equipo, los creativos revisaron la lista de personajes del UCM para encontrar «no solo villanos que podrían ser buenos, sino personajes que existieran en ese plano moralmente gris o que potencialmente estuvieran destinados a algo más, pero luego algo salió mal». Pearson comparó a Belova con Michael Corleone y a Barnes con Tom Hagen, personajes de la novela El padrino (1969) de Mario Puzo. En algunos de los borradores iniciales, Pearson había incluido a Bill Foster / Goliat para continuar su relación con Fantasma de Ant-Man and the Wasp, antes de unirse al equipo al final de la película. Sin embargo, fue eliminado de la película, en parte porque Foster «no tenía el mismo trauma de fondo que estos otros personajes, lo que era el hilo conductor de la historia».
En junio de 2022, Jake Schreier fue asignado para dirigir Thunderbolts, a partir de un guion de Eric Pearson, con Feige como productor. Schreier fue contratado después de una presentación que «impresionó» a los ejecutivos de Marvel Studios. En ese momento, el estudio había estado en contacto con los actores para discutir su disponibilidad para repetir sus papeles en la película. Los comentaristas previamente sugirieron que el equipo podría estar formado por personajes como Zemo, Belova, Taskmaster, U.S. Agent, Fantasma, Abominación, Barnes, o Clint Barton, con de Fontaine o Zemo liderando el equipo. Deadline Hollywood también sugirió que Thaddeus «Thunderbolt» Ross podría ser recasteado para la película tras la muerte del actor original, William Hurt, ya que ese personaje tiene fuertes vínculos con el equipo en los cómics. Schreier por su parte había considerado incluir al Hombre Cosa como miembro del equipo mientras presentaba la película, a quien Pearson llamó «una criatura impredecible» explicando que no podían encontrar una manera de que su inclusión tuviera sentido para la historia en parte porque el personaje estaría desviando la atención visual y la narrativa de Bob. Un concepto central que se mantuvo constante desde los primeros borradores fue que los personajes fueran enviados a matarse entre sí, lo que Schreier creía que proporcionaba un «giro ingenioso» para el público que esperaba la versión de Marvel Studios del Escuadrón Suicida; Pearson también creía que era importante para Thunderbolts no «repetir» los ritmos de la historia de ese equipo (una figura de autoridad obligando a los criminales a trabajar juntos), ya que el público habría estado familiarizado con eso tanto por Escuadrón suicida (2016) como por El escuadrón suicida (2021). Por lo tanto, no tendría sentido que la película incluyera a Zemo o Ross, los líderes que habían formado el equipo en los cómics, a pesar de que Schreier personalmente quería intentar incorporar a Zemo. Pearson mencionó que sobre la inclusión de los dos personajes se discutió mucho sobre si tenía o no sentido narrativamente, ya que de aprobarse la idea se habría honrado a los cómics, aunque también afirmó que no los presentaría si la intención sería solo dar fanservice. Zemo finalmente fue incluido en una idea temprana de una escena poscréditos donde se lo habría mostrado en prisión «moviendo los hilos» similar a Keyser Söze, el antagonista de la película The Usual Suspects (1995), pero la escena se descartó rápidamente.
La película se anunció oficialmente en julio en la Convención Internacional de Cómics de San Diego (SDCC), con la fecha de estreno prevista para el 26 de julio de 2024. Estando también programada para ser la última película de la Fase Cinco del UCM. Scarlett Johansson, quien interpretó a Natasha Romanoff / Viuda Negra en el UCM desde 2010 hasta 2021, estaría originalmente acreditada como productora ejecutiva. Sin embargo, Johansson terminó retirándose del proyecto.

### Preproducción
En septiembre de 2022, Justin Kroll de Deadline Hollywood describió la película como un spin-off para Belova porque se esperaba que ella liderara al equipo de antihéroes, y se creía que Pugh, Russell y Brühl retomarían sus papeles. En la D23 Expo a finales de ese mismo mes, se confirmó que Pugh, Russell, John-Kamen y Louis-Dreyfus protagonizarían la película, junto a Sebastian Stan como Barnes, David Harbour como Shostakov y Olga Kurylenko como Dreykov, todos retomando sus roles de proyectos anteriores del UCM. Pugh iba a recibir un pago de ocho cifras por Thunderbolts y otra película del UCM. Schreier comparó la dinámica de los personajes con la de las películas Reservoir Dogs (1992), Ronin (1998) y Misión imposible: protocolo fantasma (2011), que tratan sobre un «equipo desparejo obligado a trabajar unido». También señaló una inspiración menos probable en la película Toy Story 3 (2010), afirmando que el equipo de los Thunderbolts se enfrenta a la obsolescencia, al igual que los personajes de Toy Story en esa película. Harbour comentó que la película sería única en el UCM, y describió al elenco principal como «un grupo de inadaptados, marginados, perdedores y personajes que realmente no están a la altura de un superhéroe», Pugh agregó que la «alegría de unir a estos personajes» es que «no funcionan bien juntos», y Russell expresó su confianza en que la película sería interesante, divertida y no una película «sencilla» de Marvel y además mencionó que se comenzaría a filmar en marzo o abril de 2024, mientras que en enero, Stan afirmó que se comenzaría a filmar «en aproximadamente un mes». El periodista Jeff Sneider informó que el guion de Pearson se centró demasiado en los personajes que regresaban de Black Widow, con los que el público ya estaba familiarizado, y que Marvel Studios estaba buscando que los otros personajes tuvieran un papel más equitativo para que se sintiera como una película coral. Schreier no creía que la película fuera una secuela de Black Widow, sino más bien «una muestra de personajes de diferentes partes» del UCM, reconociendo que los escritores extrajeron elementos de todas sus historias, incluyendo la relación entre Belova y Shostakov que se estableció en Black Widow. Uno de los borradores de Pearson iniciaba la película con una escena en la que Belova confrontaba a de Fontaine por haberla enviado a matar a Barton, lo que impulsaba la trama establecida en la escena poscréditos de Black Widow que continuó en la miniserie de Disney+, Hawkeye (2021); Pearson mencionó que dicha confrontación ayudaría a enfatizar la manipulación de de Fontaine, pero que en última instancia no le fue relevante para la historia principal que se quería contar.
Confiando en su participación en la película, Sneider informó que Harrison Ford sería la primera opción de Marvel Studios para reemplazar a Hurt como Ross en el UCM y que Marvel planeaba anunciar su casting en la D23 antes de que la presidenta de Lucasfilm, Kathleen Kennedy les pidiera que no lo hagan porque sintió que le restaría valor a la promoción de Indiana Jones y el dial del destino (2023). Sneider no estaba seguro de si Ford había abandonado el papel desde entonces. Posteriormente, Sneider informó que Ford fue elegido como Ross y que aparecería por primera vez en Captain America: Brave New World (2025). The Hollywood Reporter confirmó el casting de Ford en Brave New World y Thunderbolts poco después, sin embargo, Variety informó que la participación de Ford se limitaría a solo Brave New World. Surgieron más informes contradictorios en julio de 2024 cuando Sydney Bucksbaum y Christian Holub de Entertainment Weekly y Josh Rosenberg de Esquire comentaron que las declaraciones de Feige en la Comic-Con de San Diego podrían haber indicado que Ford no aparecería en Thunderbolts. Por otra parte, también se esperó que Laurence Fishburne y Rachel Weisz repitieran sus papeles de las películas anteriores del UCM como Bill Foster y Melina Vostokoff, respectivamente. Sin embargo, al igual que Ford, Fishburne y Weisz finalmente no llegaron a tener participación alguna en la película.
Ayo Edebiri se unió al elenco en enero de 2023 como la asistente de de Fontaine, Mel, cuando Louis-Dreyfus mencionó que la filmación comenzaría en junio. En febrero, Steven Yeun fue elegido como Sentry con el potencial de continuar en futuras películas del UCM. Yeun trabajó con Schreier en la serie de Netflix, Bronca (2023–presente), por lo que el director ya tenía al actor en mente al agregar el personaje de Sentry a la película. Al mes siguiente, el creador de Bronca, Lee Sung Jin reveló que se había unido a la película para reescribir el guion a petición de Schreier. Lee mencionó que había «muchos temas y cosas interesantes» en la película que lo atrajeron al proyecto. Lee trabajó estrechamente con Schreier en el guion y señaló que, a diferencia de Bronca, Thunderbolts era el proyecto de Schreier y tenía necesidades de escritura diferentes comparadas a las de la serie dado el gran alcance y escala de la película. Con el equipo en gran medida consistente, Schreier trabajó en borradores posteriores para «profundizar» con los personajes «al margen» como Mel y el congresista Gary y «[unir] sus arcos en algo que se sintiera resonante». Grace Yun se desempeñaba como diseñadora de producción en abril después de hacerlo en Bronca, y el director de fotografía, Steve Yedlin fue trabajando en la película en Atlanta, Georgia, en mayo.
A principios de ese mismo mes, el rodaje se retrasó debido a la huelga del Sindicato de Guionistas de Estados Unidos de 2023 y se planeó reanudarlo después de que concluyera la huelga. A mediados de junio, la fecha de estreno se retrasó hasta el 20 de diciembre de 2024, y la Comisión de Cine de Utah anunció que Thunderbolts se filmaría en el Condado de Emery y el Condado de Grand, Utah, con una inversión de más de 4,5 millones de dólares en el estado. El productor ejecutivo, Brian Chapek, mencionó que sería una película más sólida, que se ambientaría en todo el mundo utilizándose varias ubicaciones de rodaje prácticas y que las ubicaciones de Utah fueron elegidas porque se sentían «intactas del mundo exterior». Sanja Milkovic Hays trabajó en la película como diseñadora de vestuario después de haber trabajado anteriormente en las películas del UCM, Capitana Marvel (2019) y Spider-Man: No Way Home (2021). Cuando la huelga de SAG-AFTRA de 2023 terminó en noviembre de ese mismo año, la fecha de estreno de la película se retrasó nuevamente, esta vez hasta el 25 de julio de 2025. Al regresar de la huelga, Schreier y el equipo creativo pudieron reexaminar el guion y determinaron que no había sensación de «tensión e imprevisibilidad» y que la película se sentía «exangüe» cuando debería haber tensión por no saber quién sobreviviría, dados los personajes. Para solucionar esto, decidieron reescribir la participación de Taskmaster en la película, eliminando al personaje de forma «temprana y seca» para que su muerte «resonara» e influyera en el destino de los demás personajes a lo largo del resto de la película. También se discutió que la muerte del personaje ocurriera más adelante, pero Schreier comentó que la tristeza que esto conllevaría «sobrevolaría» el resto de la película y distraería a la audiencia de la trama original de formar un fuerte vínculo entre Belova y Bob. En el borrador original de Pearson, Taskmaster sobrevivió hasta el final de la película y tenía una subtrama donde se unía a Fantasma, así como una broma recurrente donde seguía olvidando que se había hecho amiga de los otros personajes y todavía estaba tratando de asesinar a Walker. Pearson entendió por qué se tomó la decisión de matar a Taskmaster, también creyendo que la broma del asesinato por pérdida de memoria se acercaba demasiado al arco de Bob, ya que él también estaba lidiando con la pérdida de memoria. Además, la escena poscréditos con Kang el Conquistador fue abandonada porque Marvel Studios decidió alejarse completamente de esa historia.
Tras los retrasos en la producción provocados por la huelga, se programó el inicio del rodaje alrededor de marzo o abril de 2024. Yeun salió del proyecto en enero de 2024 debido a un problema de agenda causado por el retraso en la producción, pero expresó interés en trabajar en una futura película del UCM. Inicialmente, no estaba claro si Marvel recastearía o repensaría al personaje de Yeun. Sin embargo, a finales de enero se reveló que Lewis Pullman era la principal opción de los estudios para reemplazar a Yeun como Sentry, y pronto su casting finalmente se confirmó. Geraldine Viswanathan fue elegida para el papel de Mel, la asistente de de Fontaine, reemplazando a Edebiri después de que ella dejará la película debido a los retrasos. En febrero, la fecha de estreno se adelantó al 2 de mayo de 2025, intercambiando lugares con la película del UCM, Los Cuatro Fantásticos: primeros pasos. A fines de mes, Joanna Calo se unió para servir como escritora, reescribiendo el guion durante la producción. Para los créditos finales sobre la escritura de la película, Pearson fue acreditado por la historia y recibió un crédito de guion junto a Calo, mientras que el material literario adicional fuera de la pantalla se le atribuyó a Lee.
El guion explora la salud mental, específicamente la soledad y la depresión, particularmente con Bob / Sentry. Pearson confesó que siempre imaginó terminar la película con el momento emotivo de abrazar a alguien en lugar de solo pelear con él. Antes de que Sentry se agregara a la película, Walker estaba destinado a ser el antagonista principal, con de Fontaine manipulándolo para creer que su suero de supersoldado estaba desapareciendo y dándole pastillas como solución, convirtiéndolo en una «bomba de tiempo» que lo haría más desagradable al punto de parecer un «monstruo». Pearson explicó que esta versión «nunca funcionó del todo», ya que las acciones de Walker se sentirían demasiado similares a la trama de Ross convirtiéndose en Hulk Rojo en la película del UCM, Captain America: Brave New World; Pearson también había considerado a Hulk Rojo para ser el villano de la película al principio del proceso, lo que Marvel Studios rechazó debido a sus planes previstos para Brave New World. Buscando un nuevo antagonista que no fuera fácilmente vencible en una pelea, Pearson recordó haber leído la miniserie Sentry años antes y sintió que Sentry y su alter ego, el Vacío, funcionarían para «la ambición heroica y la autoestima versus la depresión, el autodesprecio, la soledad y el aislamiento»; Pearson llamó a Sentry como «todo el viaje de nuestros héroes en una sola entidad» y comentó que su inclusión a la película ayudó a que la historia fuera cohesiva. Pearson se alegró de haber podido incorporar muchos elementos de la historia de fondo de los cómics del personaje para que encajaran en el UCM. Paul Jenkins, cocreador de Sentry, discutió el personaje con los creativos, con Schreier llamando a Sentry y al trabajo que Jenkins hizo con el personaje «una parábola para la salud mental». Schreier explicó que Lee sentía que la discusión sobre la salud mental «ya no era un nicho» y que les permitía «contar una historia sobre esa internalidad y aún así tener mucha comedia y acción para algo que se siente grande y universal».
El equipo de Thunderbolts creía que la película era una buena oportunidad para explorar más a fondo las ideas que habían comenzado a explorar en Bronca. A Chapek se le ocurrió la idea de que, para derrotar a Sentry, los Thunderbolts tendrían que entrar en el Vacío, que manifestaba recuerdos de su mayor vergüenza, apodados «cuartos de la vergüenza». Lee trabajó en estrecha colaboración con Yun, quien también se desempeñó como diseñadora de producción en Bronca, para crear los detalles iniciales de cada sala. Pearson las había concebido originalmente como «etéreas y oníricas», pero creía que convertirlas en laberintos similares a los que se ven en la película Being John Malkovich (1999) ayudaba a visualizar el concepto y las hacía más inquietantes. Calo mejoró aún más los cuartos de la vergüenza, sugiriendo que cuando Belova entrara en el Vacío para ayudar a Bob, regresara a la sala inicial que vio anteriormente en la película. Schreier explicó que esto evocaba la idea de que la mayor vergüenza era creer que uno podía ser algo más grande que uno mismo, que las aspiraciones de heroísmo de Bob son en realidad lo que lo derrumba todo y que uno necesita aprender a estar bien con quien es sin eso. Se ven cuartos de la vergüenza para Belova, Walker y de Fontaine, así como salas para los demás personajes, concebidas para el final de la película, por las que el equipo podía escapar. Sin embargo, Calo creía firmemente que para viajar al corazón del Vacío, era necesario un «gran momento malo» previo, y que el equipo debía recorrer los cuartos de la vergüenza de Bob. Los otros cuartos de la vergüenza incluían a: Shostakov siendo arrojado al gulag; Fantasma creciendo en un orfanato sin nadie que quisiera estar cerca de ella; y varias habitaciones diferentes para Bucky que eran «algo menos de lo esperado», incluyendo un «momento vergonzoso» en los Boy Scouts.
Schreier había sugerido durante su reunión de presentación que uno de los carteles o tráilers de la película debería usar un asterisco en el título para dar a entender que necesitaban «pensar en algo mejor»; a Feige, al copresidente de Marvel Studios, Louis D'Esposito, y al equipo de marketing les encantó esta idea y decidieron adoptarla por completo para el título y la campaña de marketing; con la película formalmente retitulada a Thunderbolts* para marzo de 2024. Esto permitió a los creativos darse cuenta de que tener el asterisco podría llevar a la revelación de un nuevo título para la película una vez que se estrenara, lo que se hizo posteriormente, cambiando el título a *The New Avengers después de que el final de la película revela que los Thunderbolts son los Nuevos Vengadores. Schreier afirmó que el final desde un inicio iba a revelar a los Thunderbolts como el equipo de los Nuevos Vengadores, y que el resto de la película se centró en «construir una historia adecuada que estuviera a la altura». Pearson explicó que fue Feige quien sugirió que de Fontaine presentara a los Thunderbolts públicamente como los Nuevos Vengadores; también comentó que se debatió sobre el significado del título, como si la «n» de «nuevos» debería escribirse en mayúscula o minúscula, y las implicaciones de cada decisión. Thunderbolts* incluyó «pequeñas pistas» a lo largo de la película para que el final no fuera una sorpresa total, como la gala de la Batalla de Nueva York, la Torre de los Vengadores convirtiéndose en la Torre Vigía y Mel explicando cómo estaba en la secundaria cuando se formaron los Vengadores. Además, los créditos y las secuencias poscréditos reconocen que los Nuevos Vengadores «no son necesariamente la opción más cómoda ni la más perfecta» para estos personajes. En la película, el nombre original del equipo de los Thunderbolts se deriva del equipo de fútbol infantil de Belova.

### Rodaje
El rodaje estaba originalmente programado para comenzar a mediados de junio de 2023 y durar seis meses. Inicialmente no se esperaba que se viera afectado por la huelga de guionistas, ya que Marvel Studios planeaba filmar lo que pudiera durante la fotografía principal y hacer los ajustes de escritura necesarios durante las nuevas grabaciones ya programadas de la película; sin embargo, el rodaje finalmente se retrasó por la huelga de guionistas y la posterior huelga de SAG-AFTRA. El cronograma original del rodaje se superpuso con el trabajo de Stan en la película The Apprentice (2024), para la que ganó peso para interpretar a Donald Trump. Stan había comenzado la transformación física necesaria para interpretar a Barnes cuando comenzaron las huelgas y tuvo que cambiar de rumbo. Harbour planeó filmar sus escenas como el Guardián Rojo al mismo tiempo que sus escenas como Jim Hopper para la quinta temporada de Stranger Things (2016–2025), también en Atlanta, antes de que la producción también se retrasara por la huelga de escritores.
La fotografía principal comenzó el 26 de febrero de 2024, en Trilith Studios y Atlanta Metro Studios en Atlanta, bajo el título provisional, Oops All Berries, que es una referencia a una variación del cereal Cap'n Crunch que solo contiene trozos con sabor a bayas. Andrew Droz Palermo se desempeñó como director de fotografía, después de trabajar anteriormente en la miniserie de Marvel Studios, Moon Knight (2022), con la película siendo filmada para IMAX. Palermo reemplazó a Steve Yedlin, quien originalmente estaba destinado a trabajar en la película. En marzo, la película cambió su título a Thunderbolts*. Al mes siguiente, el estreno de la película se ajustó al 5 de mayo de 2025, aunque finalmente se trasladó al 2 de mayo de 2025. El rodaje ocurrió en el Condado de Emery y el Condado de Grand, Utah, del 29 de mayo al 12 de junio de 2024 y también se esperaba que ocurra en Nueva York. Louis-Dreyfus, quien finalizó de filmar sus escenas a principios de junio, creía que Marvel Studios estaba tratando de «volver a sus raíces» con la película, centrándose en la humanidad de los personajes, en secuencias de acrobacias prácticas y evitando los efectos visuales siempre que sea posible. El rodaje también tuvo lugar en la plaza Medan Pasar y el rascacielos Merdeka 118 en Kuala Lumpur, Malasia. Pugh insistió en grabar la escena donde Belova salta desde lo alto del Merdeka 118 sin el uso de dobles de riesgo. Marvel Studios se mostró inicialmente reacio a permitir que Pugh realizara la acrobacia por razones de seguridad, pero tras Pugh insistir constantemente, incluso con Feige, se le permitió realizar el salto. Para el viaje de Belova a través de los cuartos de la vergüenza para salvar a Bob, Palermo utilizó una «estética hecha a mano y con cámara en mano» similar a las películas independientes como Being John Malkovich, Eternal Sunshine of the Spotless Mind (2004) y las producidas por A24 como Everything Everywhere All at Once (2022). Feige abogó por realizar la mayor cantidad posible de efectos especiales de forma práctica y en cámara, y Schreier señaló que a los creativos les gustó la idea de hacer una «representación práctica de lo que sería quedarse atrapado en un bucle mental o en un cuarto de la vergüenza». El rodaje concluyó en la semana del 19 de junio.

### Posproducción
En septiembre de 2024, se reveló que Chris Bauer y Wendell Pierce habían sido elegidos para la película, con Baur interpretando al agente Holt y Pierce interpretando al congresista Gary. A principios de diciembre, se realizó una sesión de fotografía adicional en Atlanta, incluyendo el rodaje de la secuencia del cuarto de la vergüenza que muestra al «pollo drogado» de los recuerdos de Bob.
Harry Yoon y Angela M. Catanzaro editaron la película; Yoon trabajó anteriormente en la película del UCM, Shang-Chi y la leyenda de los Diez Anillos (2021) y con Schreier en Bronca. Jake Morrison fue el supervisor de los efectos visuales, que fueron proporcionados por Industrial Light & Magic, Framestore, Digital Domain, Rising Sun Pictures, Raynault VFX, Base FX, Crafty Apes y Mammal Studios.
Thunderbolts* incluye una escena poscréditos ambientada catorce meses después del final de la película donde los Nuevos Vengadores, discutiendo un problema en el espacio exterior, son alertados de una nave espacial interdimensional que ingresa a la Tierra-616, la cual se revela como la nave de los Cuatro Fantásticos de la siguiente película, Los Cuatro Fantásticos: primeros pasos. Schreier mencionó que la escena se filmó aproximadamente un mes antes del estreno de la película en el set de Avengers: Doomsday (2026) y que fue dirigida por los hermanos Russo, los directores de esa película; mencionando además que la escena poscréditos de Thunderbolts* también sería como un pequeño fragmento de lo que se vería en Doomsday. Schreier estuvo en el set de Doomsday cuando se filmó la escena poscréditos y ayudó a concebir la escena al mismo tiempo que señaló que los personajes estaban siendo entregados a un «mundo completamente nuevo y con un nuevo alcance» en el que funcionar, y que disfrutó verlos «dirigidos en otro contexto y en un nivel de alcance diferente» del que se había hecho para la película. Originalmente, la escena poscréditos de la película también incluía una secuencia adicional que se cortó, donde Barnes y Walker tenían una conversación al estilo de «¿Quién va primero?» sobre la nave con el número cuatro. Stan calificó la escena de «genial» y lamentó que la hubieran cortado, mientras que Russell mencionó que la conversación de la escena se convirtió en «un sketch de Leslie Nielsen».

## Música
La banda Son Lux comenzó a grabar la banda sonora de Thunderbolts* en los Abbey Road Studios en Londres durante la primera semana de febrero de 2025, después de que un miembro de la banda, Ryan Lott, compuesto previamente la banda sonora de la película de Schreier, Ciudades de papel (2015). Hollywood Records y Marvel Music lanzaron el álbum de la banda sonora de la película el 30 de abril de 2025.

## Marketing
Después de que comenzó el rodaje en marzo de 2024, Florence Pugh y Marvel Studios lanzaron un video en el que se mostró el nuevo disfraz de Viuda Negra de Yelena Belova y un logotipo actualizado para la película. El nuevo logotipo estilizó el título como Thunderbolts*. Kristen López de TheWrap sintió que los espectadores «comenzarían a deconstruir las breves imágenes que ella mostró inmediatamente", mientras que Sabina Graves de Gizmodo sintió que el vídeo era encantador y un adelanto divertido para una escena en la que aparece Belova. Graves también destacó el cabello corto de Pugh y su broma con Jake Schreier de que «realmente no deberían mostrar nada de esto». Chris McPherson de Collider también habló sobre el traje de Pugh, calificándolo de «muy militar [y] bastante táctico», y destacó su delineador de ojos verde azulado. Varios comentaristas cuestionaron por qué había un asterisco en el logo actualizado. En el mes siguiente, Kevin Feige confirmó que Thunderbolts* era el título oficial y dijo que el uso del asterisco se explicaría después del estreno de la película, lo que llevó a una continua especulación sobre su significado. Una teoría era que el equipo en realidad no se llamaría Thunderbolts en la película, sino una variación del nombre de los Vengadores como los Vengadores oscuros o los Nuevos Vengadores. Otra sugerencia fue que habría otro equipo de Thunderbolts en el UCM con personajes más estrechamente alineados con las listas de los cómics.
En junio, en CineEurope, se mostró un vistazo detrás de escena, mientras que el primer metraje de la película se mostró en la Comic-Con de San Diego el mes siguiente, presentado por Schreier y el elenco. David Harbour se vistió como el Guardián Rojo para el panel. Luego de las filtraciones en línea de las imágenes de la D23, Marvel Studios lanzó en agosto un vistazo oficial al equipo de los Thunderbolts dentro de su vídeo celebrando el 85 aniversario de la compañía. Un avance de la película se publicó en septiembre de 2024, con la canción «Where Is My Mind?» de los Pixies. Tom Power, de TechRadar, dijo que el avance era una versión más larga y de mayor calidad del material filtrado anteriormente, y sintió que la película «lucía muy bien». Power también destacó las luchas de los personajes con la identidad, así como la acción y el tono del avance. Escribiendo para The A.V. Club, Mary Kate Carr señaló los diversos misterios que rodeaban la película, incluido el asterisco en su título, y dijo que el avance «valientemente» se negó a revelar ningún secreto o detalles de la trama. Se mostró un segundo tráiler durante el Super Bowl LIX en febrero de 2025. Los comentaristas notaron que el tráiler parecía confirmar la especulación de que el equipo titular estaría luchando contra el Vacío, el alter ego malévolo de Bob / Sentry. En el tráiler, el Guardián Rojo expresa su esperanza de que los logros del equipo los lleven a aparecer en la portada de Wheaties, un cereal conocido por poner figuras deportivas en sus cajas y el eslogan «El desayuno de los campeones». Junto con el tráiler, Marvel Studios lanzó un póster de la película que imitaba una caja de Wheaties con el equipo. Sus publicaciones en las redes sociales para el póster tenían como título «El desayuno de los campeones Thunderbolts*». También se publicó un póster internacional con temática de asteriscos, que incluía una nota al pie para el asterisco del título que decía «Los Vengadores no están disponibles». Kieran Fisher de /Film cuestionó si eso era una broma, o si era el verdadero significado detrás del asterisco en el título de la película. James Whitbrook de Gizmodo y Scott Collura de IGN creyeron que la nota al pie encajaba con el enfoque de marketing de la película de presentar al equipo como un grupo de héroes humorísticos y heterogéneos, en lugar de que el asterisco fuera un «misterio serio real».
En marzo de 2025, Letterboxd estrenó un tráiler de la película, editado al estilo de las películas independientes producidas por A24. El tráiler incluía música tecno, un «cambio de imagen al estilo de A24» para el logotipo de Marvel Studios y tarjetas de título que destacaban proyectos anteriores de A24 en los que trabajaron el reparto y el equipo. Schreier ayudó a concebir el tráiler, que se estrenó casi al mismo tiempo que Pugh describió a la película como una «película independiente de asesinos con aires de A24 y superhéroes de Marvel». Zosha Millman, de Polygon, comentó que Marvel tenía a los cinéfilos en mente al lanzar el tráiler a través de Letterboxd. A pesar del pedigrí creativo promocionado por el tráiler, Millman pensó que Thunderbolts* todavía sería «en gran medida lo que esperas» de una película de Marvel. A24 no estaba al tanto del tráiler antes de su lanzamiento y respondió en las redes sociales con un meme de su serie dramática de HBO, Euphoria (2019–presente). Más tarde, en marzo, Marvel Studios anunció que muchos miembros del reparto del UCM repetirían sus papeles para la película crossover Avengers: Doomsday (2026), incluidos Pugh, Sebastian Stan, Wyatt Russell, Lewis Pullman y Hannah John-Kamen. Los comentaristas discutieron sobre este anuncio, que aparentemente revelaba a los personajes que iban a sobrevivir a los eventos de la película y lo alinearon con la especulación de que Taskmaster moriría al principio de la historia, lo que terminó siendo un spoiler. Michael Walsh en Nerdist criticó el anuncio, sintiendo que había socavado una de las razones clave por las que algunas personas estaban interesadas en Thunderbolts*, que era la sensación de que cualquiera del reparto principal podía morir. Walsh comparó esto con revelar quién sobrevive a los eventos de The Dirty Dozen (1967), y dijo que Marvel debería haber excluido a los miembros del reparto de Thunderbolts* del anuncio de Doomsday. Amelia Emberwing de IGN dijo que «saber quién sale con vida [no importa] mucho en una franquicia de cómics» y también sintió que el anuncio no era necesariamente un spoiler porque los actores que regresan podrían estar interpretando versiones de sus personajes de otros universos dentro del multiverso.
Se programaron varias proyecciones para fanáticos el 22 de abril de 2025 en Los Ángeles, Nueva York, Chicago, Boston, Dallas, Miami, San Francisco, Filadelfia, Kansas City y Austin.

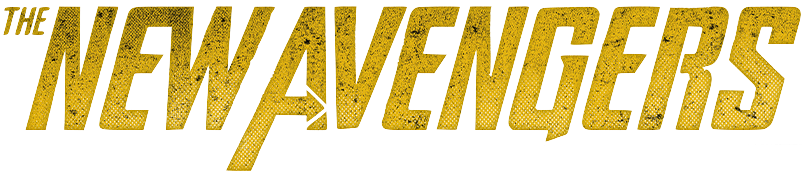
Logo de The New Avengers.

Tras el fin de semana de estreno de la película, Marvel Studios renombró la película como *The New Avengers. El estudio publicó un video del reparto quitando el logotipo de Thunderbolts* del póster para revelar el nuevo título de *The New Avengers, las vallas publicitarias y las marquesinas de los cines también se actualizaron a *The New Avengers, y se lanzaron nuevos pósteres. Schreier explicó que revelar y adoptar el título actualizado se sentía como parte del plan del estudio y que se había estado preparando desde que se incluyó por primera vez el asterisco en el título de la película. Disney aclaró que el título de la película no se renombró formalmente, solo que el asterisco estaba «escrito con todas las letras», y los servicios de venta de entradas todavía enumeraban la película como Thunderbolts*, a pesar de presentar los posters actualizados con el nombre de *The New Avengers. Sydney Bucksbaum, de Entertainment Weekly, consideró que esta era la primera vez que una película «planeaba cambiar de título unos días después de su estreno por motivos narrativos».

## Estreno
Thunderbolts* fue estrenada en los Estados Unidos el 2 de mayo de 2025, en IMAX, ScreenX, y 4DX. Anteriormente estaba programada para estrenarse el 26 de julio de 2024, el 20 de diciembre de 2024, el 25 de julio de 2025 y el 5 de mayo de 2025. Es la última película de la Fase Cinco del UCM.

## Recepción

### Rendimiento en taquilla
A mediados de abril de 2025, las estimaciones preliminares indicaban que Thunderbolts* podría recaudar entre 63 y 77 millones de dólares durante su primer fin de semana en cartelera en los Estados Unidos, siendo la cifra objetivo establecida en torno a los 70 millones. Hacia finales del mismo mes, las proyecciones se ajustaron para prever ingresos nacionales de entre 70 y 75 millones de dólares, y una recaudación global de lanzamiento estimada entre 160 y 175 millones. Algunas estimaciones incluso contemplaban la posibilidad de que la película tuviera una apertura doméstica más robusta, en el rango de los 80 a 90 millones de dólares.
La película obtuvo aproximadamente 11 millones de dólares en funciones de preestreno la noche del jueves. La película recaudaría 74 millones de dólares en su fin de semana de estreno nacional, mientras que también recaudaría 86.1 millones de dólares a nivel internacional para un total de 160.1 millones de dólares, incluyendo 20 millones de dólares de las proyecciones IMAX.  En su segundo fin de semana, la película recaudó $33.1 millones, manteniéndose en la cima de la taquilla. La caída del 55% se consideró positiva para una película del UCM, en comparación con la disminución del 68% en el segundo fin de semana de Captain America: Brave New World a principios de ese año. La película recaudó 17 millones de dólares en su tercer fin de semana, terminando en el segundo lugar, detrás del estreno de Destino Final: Lazos de Sangre.

### Respuesta de los críticos
En el sitio web de recopilación de reseñas Rotten Tomatoes, el 88 % de un total de 198 críticos especializados valoró positivamente el largometraje, otorgándole una calificación promedio de 7.1 sobre 10. La síntesis crítica ofrecida por el portal señala: «Al reunir a una banda heterogénea de marginados, con Florence Pugh como su figura más carismática, Thunderbolts representa un retorno refrescante al esquema narrativo probado y exitoso de las mejores aventuras del Universo Cinematográfico de Marvel (MCU)». Por su parte, el agregador Metacritic calificó la recepción crítica como «generalmente favorable», basándose en un promedio ponderado de 68 puntos sobre 100, calculado a partir de 50 reseñas profesionales.
Bob Mondello, crítico de la National Public Radio (NPR), ofreció una evaluación predominantemente positiva del filme, describiéndolo como «una mezcla razonablemente eficaz de mercenarios inadaptados y psicología popular». Ayaan Paul Chowdhury, del diario The Hindu, lo calificó como «caótico, errático y emocionalmente desequilibrado», aunque reconoció que Thunderbolts «da la impresión de haber sido realizado por personas que deseaban genuinamente estar allí, lo cual es más de lo que puede decirse de la mayoría de las producciones recientes de Marvel».
Jane Coyle, en su reseña para la Associated Press, otorgó al filme tres de cuatro estrellas, afirmando que «todos los elementos reunidos aquí, incluido un reparto de notable calidad (¡hasta Wendell Pierce!), funcionan en armonía de un modo que Marvel no había logrado en algún tiempo. Por encima de todo, Pugh domina cada instante de la película».
En contraste, Robbie Collin, del periódico The Daily Telegraph, fue considerablemente más crítico, concediéndole tan solo dos de cinco estrellas. En su análisis, señaló negativamente: «Es una acumulación interminable de desánimo, hasta llegar a una escena poscréditos que, con desfachatez, sugiere un porvenir más luminoso y menos enmarañado narrativamente. Es el arte de crear mercado, sin duda». Por otro lado, Nicholas Barber, de BBC Culture, ofreció una reseña globalmente favorable, elogiando el enfoque centrado en los personajes y destacando especialmente la interpretación de Florence Pugh. Según su evaluación, la película presenta una narrativa más arraigada y emocionalmente resonante en comparación con los estrenos más recientes de Marvel, sin por ello renunciar a la acción y el humor característicos del estudio.

### Reconocimientos
En los Kids' Choice Awards de 2025, Thunderbolts* estuvo nominada a «película favorita», mientras que Florence Pugh y Sebastian Stan estuvieron nominados a «patea traseros favoritos».